# Gingi
Gingee o Gingi és una panchayat town (comunitat urbana) al districte de Viluppuram (abans districte de South Arcot) a Tamil Nadu, a l'Índia. Està situada entre tres turons amb un perímetre de 3 km. La seva principal característica és el fort construït segons uns per la dinastia cola al segle xiii i altres per Vijayanagar al segle següent. Està situada a 12° 15′ N, 79° 25′ E / 12.25°N,79.42°E. Segons el cens del 2001 la població era de 20.896 habitants (1901: 524 habitants).

## Fortalesa
Estava formada per tres turons ben defensats, Rajagiri, Kistnagiri i Chandraya Drug — connectats per una llarga muralla de circumval·lació; el principal era el primer on està la ciutadella, de 170 metres d'alt. Les muralles de prop de 8 metres, se situaven una darrera l'altra a poca distància fent impossible un atac escalant. Hi havia diversos accessos. Algunes torres rodones mostren evidències de construcció per enginyers europeus. Dins la fortalesa diversos edificis entre els quals dos temples, el Kalyana Mahal, el gimnàs, el graners i el idgah i diversos edificis aguantats sobre pilars amb un graner principal al cim del turó Kistnagiri. El Jalyana Mahal, el principal edifici, és un pati quadrat rodejat d'habitacions per les dones de la nissaga governant; al centre una torre quadrada de 8 pisos de 25 metres d'altura amb tendència piramidal, sent els sis primers pisos iguals i sense barana i altres diferències el setè, i menor el vuitè. Al cim del Rajagiri hi havia un gran canó. Un quart turó, anomenat Chakkili Drug, estava també fortificat però no estava connectat a la resta de la fortificació.

## Història
Gingee i el seu territori fou governat per la dinastia Hoysala al segle xiii i començament del XIV passant després amb certa facilitat al regne de Vijayanagar. Es van formar tres virregnats principals governats per naiks o nayaks: Madura, Tanjore i Gingi. D'aquest darrer es tenen menys dades que dels altres. La nissaga de nayaks l'hauria fundat Tupakula Krishnappa Nayaka (1490-1521) de la família balika nayaka de Chandragiri. Van governar la zona de la costa entre Nellore i el Coleroon, especialment després de 1521 quan la seva autoritat es va reforçar.
El darrer naik es va haver de rendir a les forces del sultanat de Bijapur (amb suport del sultanat de Golconda) dirigides pel general Bandaullah Khan, i sota el comandament directe de Shaji, pare de Sivaji el cap maratha, el desembre de 1649, i va rebre un governador musulmà. El 1677 Sivaji el cap maratha, va ocupar la fortalesa i la va reforçar. Els mogols van conquerir la fortalesa el 1698 després de set anys de setge, el qual fou dirigit per Zulfikar Khan, fill d'Asad Khan, el gran visir a la cort d'Aurangzeb; Zulfikar fou governador durant un temps. L'emperador va concedir un mansab de 2500, un jagir de 12 lakhs i el territori de Gingi com a killedari a Sawrup Singh, un cap bundela (1700), però al mateix temps nawab Daud Khan fou nomenat vice subadar de Dècan amb seu a Arcot, però després considerant que aquesta ciutat era poc saludable, es va traslladar a Gingi. Daud va nomenar Sadautullah Khan com el seu diwan i fawjdar el 1708 i va acabar esdevenint nawab del Carnàtic el 1713 per nomenament de Nizam al-Mulk càrrec que va conservar fins al 1732. Raja Sawrup Singh va morir ja vell el 1714 amb un deute acumulat per tributs de 70 lakhs, després de 10 anys sense pagar; el nawab d'Arcot va informar de la situació a l'emperador; mentre De Singh, el fill de Raja Sarup Singh, va anar a Gingi des de Bundelkhand i va assolir el govern al·legant el dret del seu pare i el firman imperial; els oficials mogols el van rebre malament i el nawab d'Arcot especialment, que volia Gingi per ell mateix, va al·legar que el firman no era valit. Payya Ramakrishna, secretari de De Singh, va informar-lo que calia renovar el firman amb l'emperador regnant, però De Singh va rebutjar tenir altre firman que el d'Aurangzeb el que de fet el feia esdevenir independent. Sadautullah Khan va exigir a De Singh els impostos pendents i això va portar a la batalla entre els dos homes, i De Singh (de 22 anys) fou derrotat i mort el 3 d'octubre de 1714. L'exèrcit de De Singh era només de 500 infants i 350 cavallers mentre el nawab tenia 8000 cavallers i deu mil infants, però la valentia del jove fou notable i la seva vídua va fer el sati (suïcidi) causa per la qual el nawab va batejar com a Ranipet una ciutat als seus dominis. En endavant Gingi va perdre importància.
Posteriorment els francesos (Bussy) van ocupar Gingi l'11 de setembre de 1750 i va restar a les seves mans encara després de la pèrdua de Pondicherry davant Sir Eyre Coote el gener de 1761, i finalment es va rendir el mateix 1761 al capità Stephen Smith després de 5 setmanes de setge; el capità Smith fou el primer governador britànic.
El 1780 Haidar Ali de Mysore amb ajut d'oficials francesos va envair el Carnàtic amb 90.000 homes i va assaltar Gingi el novembre de 1780. No fou reconquerida pels britànics fins al 1799.

## Principals Nayaks de Gingi
- Tupakula Krishnappa Nayaka
- Tupakula Chennappa Nayaka
- Tupakula Gangama Nayaka
- Tupakula Venkata Krishnappa Nayaka
- Tupakula Venkata Rama Bhupaala Nayaka
- Tupakula Thriyambamka Krishnappa Nayaka
- Tupakula Varadappa Nayaka'
- Tupakula Ramalinga Nayani Vaaru
- Tupakula Venkata Perumal Naidu
- Tupakula Periya Ramabhadra Naidu
- Tupakula Ramakrishnappa Naidu